# Therese von Bayern

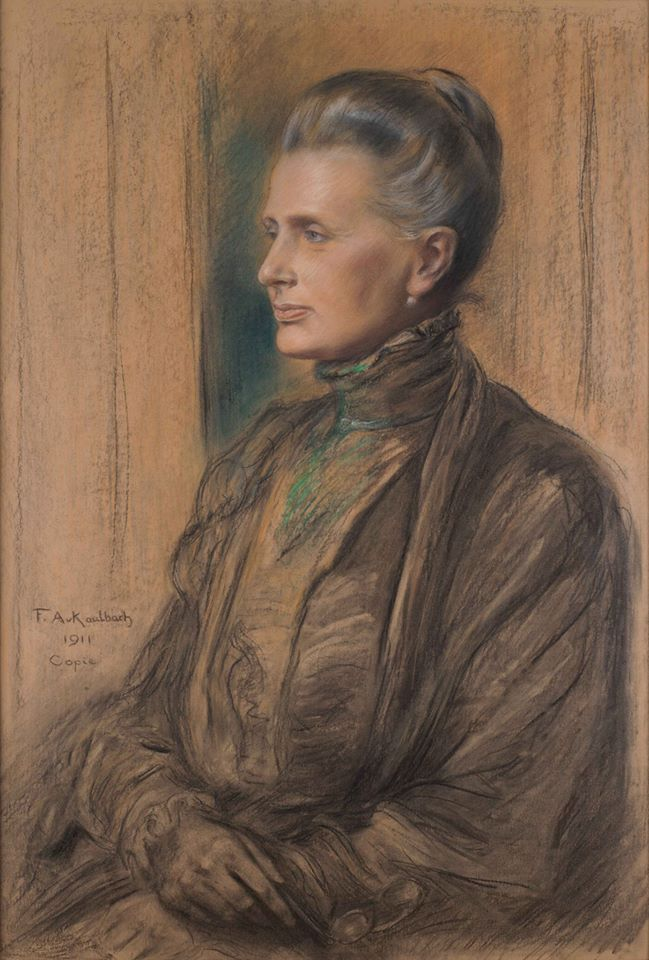
Therese von Bayern

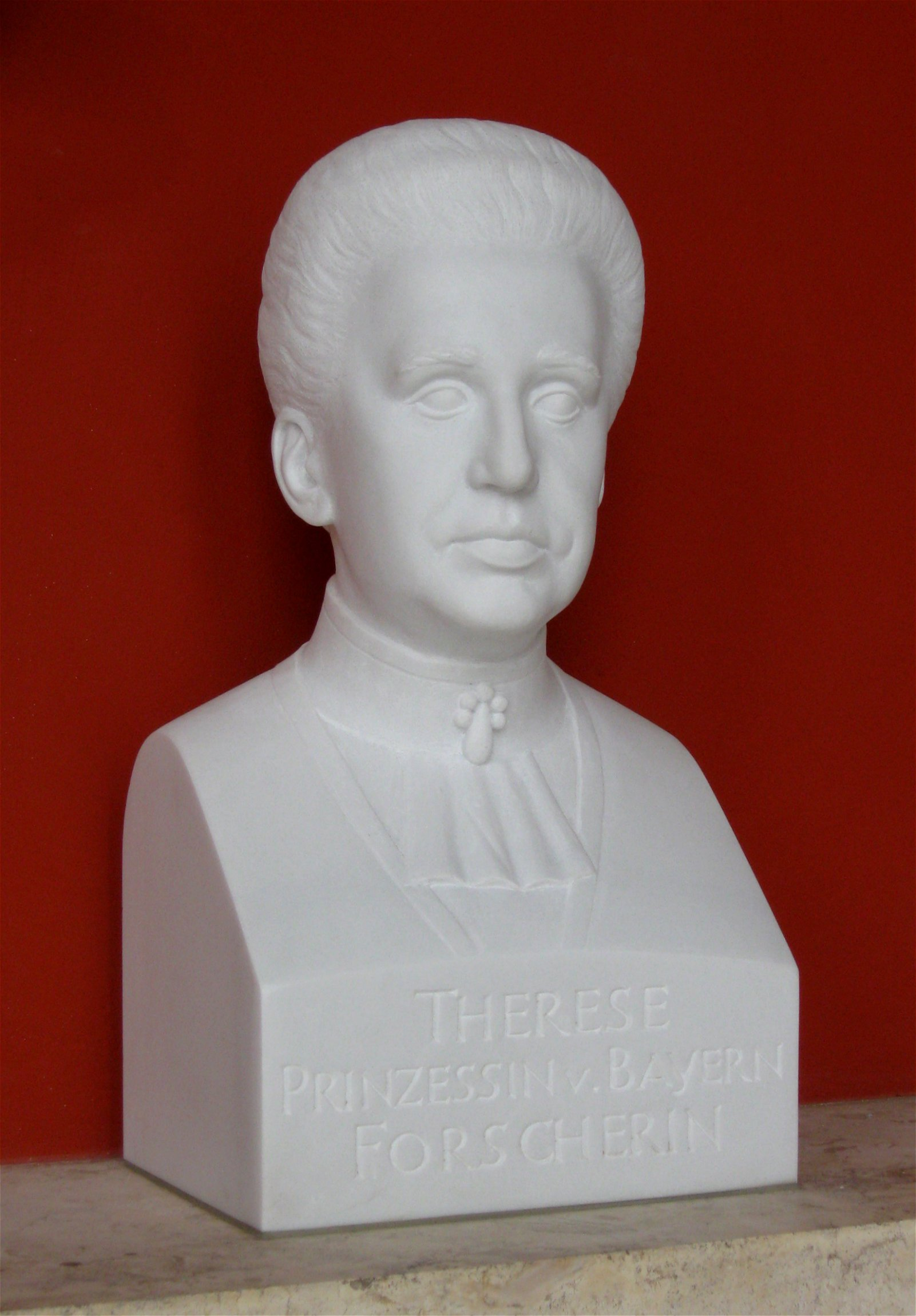
Büste in der Ruhmeshalle in München

Therese Prinzessin von Bayern (* 12. November 1850 in München; † 19. September 1925 in Lindau) war eine deutsche Ethnologin, Zoologin, Botanikerin und Reiseschriftstellerin. Sie engagierte sich sozial-karitativ. Ihr offizielles botanisches Autorenkürzel lautet „Therese“.

## Leben
Prinzessin Therese Charlotte Marianne Auguste von Bayern war die einzige Tochter des Prinzregenten Luitpold von Bayern und dessen Ehefrau Auguste Ferdinande von Österreich; mütterlicherseits stammte sie von Kaiserin Maria Theresia ab. Zusammen mit ihren Brüdern Ludwig (dem späteren König Ludwig III.), Leopold und Arnulf wurde sie von der Mutter unterrichtet. Therese interessierte sich schon als Kind für Pflanzen, Tiere und Kulturen und zeigte ein außergewöhnliches Sprachtalent.
1864 starb Thereses Mutter. Im selben Jahr wurde ihr Cousin Ludwig, 18-jährig, zum König Ludwig II. von Bayern gekrönt. Therese verliebte sich in dessen Bruder Otto (1848–1916), der aber geistig erkrankte und später ebenso wie Ludwig II. für regierungsunfähig befunden wurde.
Obwohl ihr Vater und ihre Brüder wiederholt diverse Heiratskandidaten nach München einluden, blieb Therese unverheiratet. Sie fühlte sich von keinem der Männer angezogen und beschrieb sich selbst als heiratsuntauglich. Sie galt als eigenwillig und selbstbewusst und hatte, für eine Frau im späten 19. Jahrhundert, ungewöhnliche Interessen. Ihre breitgefächerte Bildung in Natur- und Sozialwissenschaften, in Geologie, Botanik, Zoologie und Ethnologie erwarb sie sich im Selbststudium, weil Mädchen und Frauen damals weder an Gymnasien noch an Universitäten zugelassen waren. Das Frauenstudium wurde in Bayern erst 1903 von Thereses Vater, Prinzregent Luitpold, eingeführt.

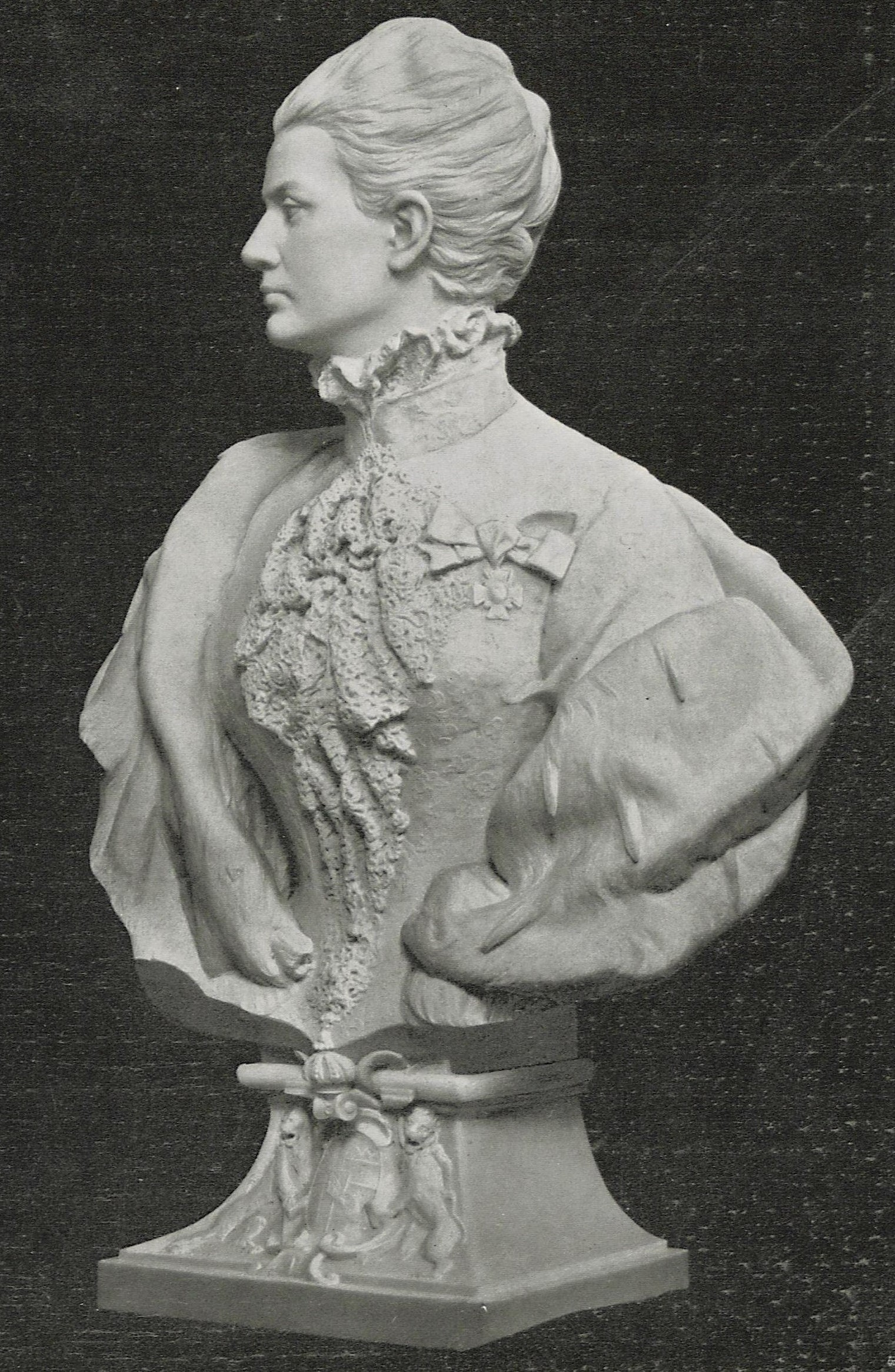
Büste von Therese mit dem Kreuz des St.-Anna-Ordens des Damenstifts zu München

Mit 21 Jahren begann Therese Europa und Nordafrika zu bereisen und lernte so insgesamt zwölf Landessprachen in Wort und Schrift. Bei ihren expeditionsähnlichen Fahrten lebte sie spartanisch und reiste stets inkognito als „Gräfin Elpen“ mit maximal drei persönlichen Bediensteten. Seit 1880 war Therese die Äbtissin des Damenstifts zu St. Anna in München. Dank des ihr dafür zustehenden Entgelts war sie finanziell unabhängig und konnte gezielter ihren Interessen nachgehen. In den 1880er und 1890er Jahren unternahm sie einige mehrmonatige Reisen nach Amerika, bei denen sie auch umfangreiche naturwissenschaftliche Studien betrieb. 1892 wurde Therese von Bayern zum Ehrenmitglied der Geographischen Gesellschaft sowie der Bayerischen Akademie der Wissenschaften ernannt. 1897 erhielt sie – für Autodidakten und eine Frau zu dieser Zeit eine Seltenheit – von der Philosophischen Fakultät der Universität München die Ehrendoktorwürde.
Von der länger als ein halbes Jahr dauernden Sammelreise 1898 quer durch Südamerika brachte Therese von Bayern eine umfangreiche Sammlung zoologischer, botanischer und ethnologischer Objekte mit. Ihre Forschungsreise führte sie zuerst in die Karibik und von dort weiter nach Kolumbien. Sie überquerte die Anden und reiste von der kolumbianischen Pazifikküste über Ecuador und Peru weiter über Chile nach Argentinien. Am 14. Oktober ging sie in Valparaíso an Land. Bis zu ihrer geplanten Einschiffung in Buenos Aires war gerade noch eine Woche Zeit. Mit einem Pferdegespann überquerte die Reisegesellschaft den 3970 m hohen Uspallata-Pass und begann am 17. Oktober den Abstieg von den Anden nach Punta de los Vacos. Ihr eigentliches Ziel, Buenos Aires, war noch über 1000 km entfernt. Sie traf am Morgen des 20. Oktober mit dem Zug in Buenos Aires ein. Am 21. Oktober 1898 um 5:00 Uhr legte der Passagierdampfer Portugal ab.
Allein die Fischausbeute der Reise betrug 228 Fische aus 91 Arten. Aus ihren Aufsammlungen beschrieb der Wiener Ichthyologe Franz Steindachner in den Jahren 1900 und 1902 insgesamt acht neue Arten. Sie lernte zahlreiche, im europäischen Raum bisher noch unbekannte Völker kennen und beschrieb diese, und sie sammelte „Kuriositäten“ und seltene Pflanzen. 1893 reiste sie durch Nordamerika, wobei sie sich besonders den Indianern der Plains und des Südwestens widmete. Ihre umfangreichen ethnologischen Sammlungen befinden sich heute im Museum Fünf Kontinente. Der gesamte zoologische Nachlass wurde 1926 testamentarisch der Zoologischen Staatssammlung München übereignet, darunter auch die Fischsammlung der Südamerikareise von 1898 und die Exemplare der Mexikoreise von 1893, die im Zweiten Weltkrieg vermutlich nahezu vollständig zerstört wurden.
Nach dem Tod ihres Vaters Ende 1912 stellte Therese das Reisen ein und widmete sich stattdessen sozialen und politischen Fragen in ihrer Heimat. Insbesondere engagierte sie sich im Katholischen Frauenbund und setzte sich für die Verbesserung der Mädchen- und Frauenbildung ein.
Den Eintritt Deutschlands in den Ersten Weltkrieg und die Kriegsbegeisterung dieser Zeit (→ Augusterlebnis, Militarismus in Deutschland) lehnte Therese entschieden ab.
Sie zog sich 1914 in die Villa Amsee bei Lindau am Bodensee zurück, wo sie 1925 im Alter von 74 Jahren starb.
Sie wurde unter dem Hauptaltar der Theatinerkirche beigesetzt.
Ihre Bibliothek umfasste ca. 11.000 Einheiten, davon 580 Landkarten. Sie kam 1925 in die Bayerische Staatsbibliothek, wo die Bände ohne Angabe der Provenienz in den normalen Bibliotheksbestand eingearbeitet wurden.

## Ehrungen

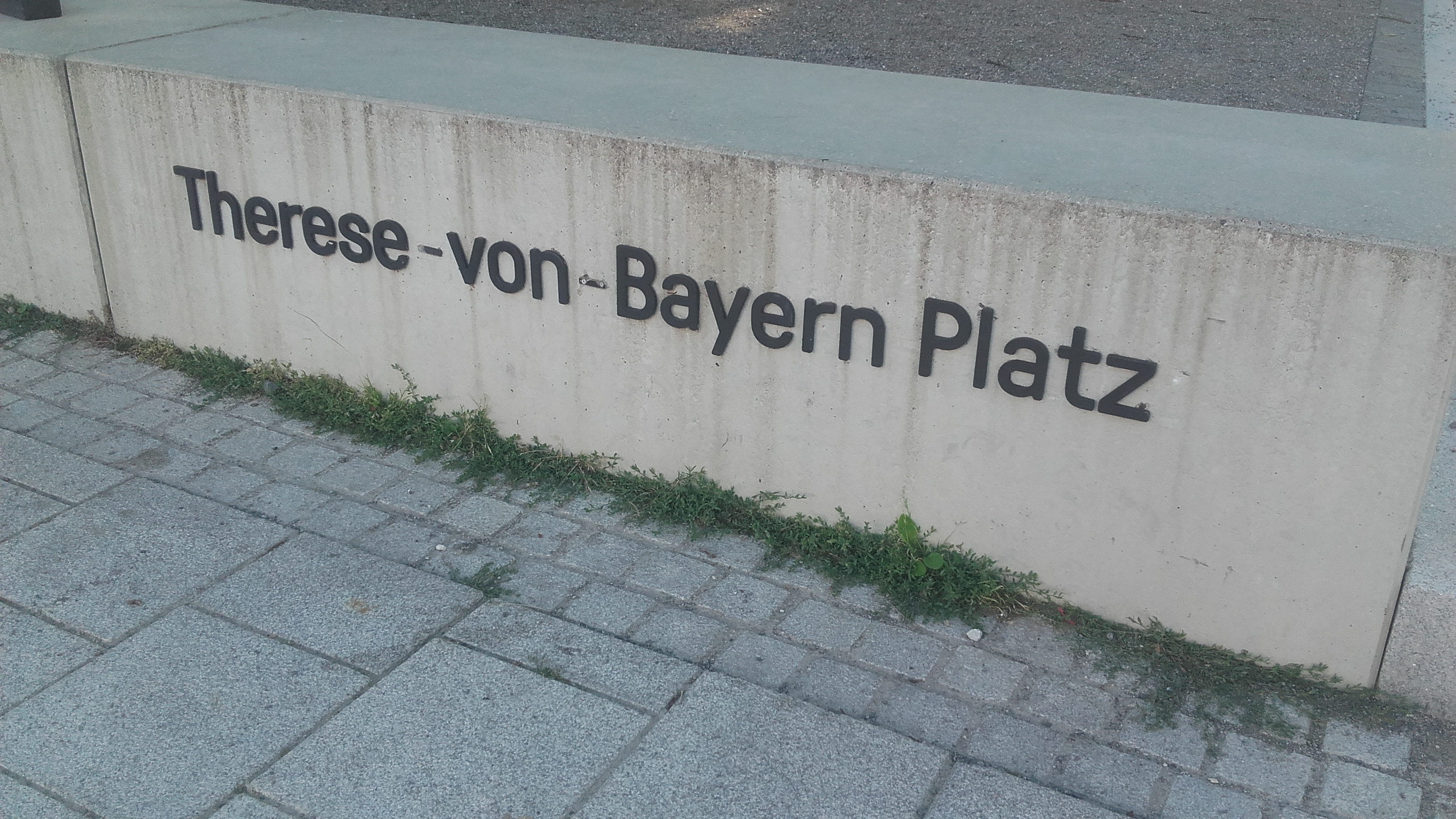
Therese-von-Bayern Platz in Lindau

Nach ihr ist eine Stiftung benannt, die sich für die Förderung von Frauen in der Wissenschaft engagiert und die an der Münchner Ludwig-Maximilians-Universität angesiedelt ist. Die Stiftung vergibt seit 1997 einen gleichnamigen Preis an Frauen, die sich in besonderer Weise um ihr Fachgebiet verdient gemacht haben und mit ihrem akademischen Wirken Vorbild für junge Wissenschaftlerinnen sein können. Auf Betreiben der Stiftung kam es 2021 zur Etablierung des Prinzessin Therese von Bayern-Lehrstuhls an der LMU München.
Seit April 2009 steht ihre Büste in der Ruhmeshalle in München.
Nach ihr wurde 2013 das staatliche Gymnasium in Höhenkirchen-Siegertsbrunn südöstlich von München benannt, das seitdem den Namen Therese-von-Bayern-Gymnasium trägt. Es ist mathematisch-naturwissenschaftlich und musisch ausgelegt. Ebenso wurde die Staatliche Fachoberschule FOS für Wirtschaft und Verwaltung in München in Therese-von-Bayern-Fachoberschule für Wirtschaft und Verwaltung umbenannt.
Da Therese von Bayern zuletzt ihren Wohnsitz in Lindau hatte und der Stadt sehr verbunden war, entschied sich der Stadtrat 2017 dazu, den Platz neben der Inselhalle nach ihr zu benennen. Die Stadt München entschied sich bereits 2015 die Therese-von-Bayern-Straße im Stadtteil Altperlach nach ihr zu benennen.

## Werke (Auswahl)
- Ausflug nach Tunis. In: Jugendblätter. 26, 1880, S. 545–571.
- Reiseeindrücke und Skizzen aus Russland. Stuttgart 1885.
- Über den Polarkreis. Leipzig 1889.
- Über einige Fischarten Mexicos und die Seen, in denen sie vorkommen. Wien 1895.
- Meine Reise in den Brasilianischen Tropen. Dietrich Reimer, Berlin 1897. (Digitalisat)
- Einiges über die Pueblo-Indianer. In: Völkerschau. 2, 1902, S. 4–6, 38–42.
- Reisestudien aus dem westlichen Südamerika. 2 Bände, Dietrich Reimer, Berlin 1908.

### Vorfahren
| Ahnentafel von Therese von Bayern | Ahnentafel von Therese von Bayern                                                                                        | Ahnentafel von Therese von Bayern                                                                                         | Ahnentafel von Therese von Bayern                                                                                                | Ahnentafel von Therese von Bayern                                                                                            | Ahnentafel von Therese von Bayern                                                                               | Ahnentafel von Therese von Bayern                                                                               | Ahnentafel von Therese von Bayern                                                                   | Ahnentafel von Therese von Bayern                                                                   |
| --------------------------------- | --- | --- | --- | --- | --- | --- | --------------------------------------------------------------------------------------------------- | --------------------------------------------------------------------------------------------------- |
| Ururgroßeltern                    | Herzog Friedrich Michael von Pfalz-Birkenfeld (1724–1767) ⚭ 1746 Maria Franziska Dorothea von Pfalz-Sulzbach (1724–1794) | Georg Wilhelm von Hessen-Darmstadt (1722–1782) ⚭ 1748 Maria Luise Albertine von Leiningen-Dagsburg-Falkenburg (1729–1818) | Herzog Ernst Friedrich III. Carl von Sachsen-Hildburghausen (1727–1780) ⚭ 1758 Ernestine von Sachsen-Weimar Eisenach (1740–1786) | Großherzog Karl zu Mecklenburg-Strelitz (1741–1816) ⚭ 1768 Friederike Caroline Luise von Hessen-Darmstadt (1752–1782)        | Kaiser Leopold II. (1747–1792) ⚭ 1765 Maria Ludovica von Spanien (1745–1792)                                    | König Ferdinand I. von Neapel-Sizilien (1751–1825) ⚭ 1768 Maria Karolina (1752–1814)                            | Kurfürst Friedrich Christian von Sachsen (1722–1763) ⚭ 1747 Maria Antonia von Bayern (1724–1780)    | Herzog Ferdinand von Bourbon (1751–1802) ⚭ 1769 Maria Amalia von Österreich (1746–1804)             |
| Urgroßeltern                      | König Maximilian I. Joseph (1756–1825) ⚭ 1785 Auguste Wilhelmine von Hessen-Darmstadt (1765–1796)                        | König Maximilian I. Joseph (1756–1825) ⚭ 1785 Auguste Wilhelmine von Hessen-Darmstadt (1765–1796)                         | Herzog Friedrich von Sachsen-Hildburghausen (1763–1834) ⚭ 1785 Charlotte Georgine Luise von Mecklenburg-Strelitz (1769–1818)     | Herzog Friedrich von Sachsen-Hildburghausen (1763–1834) ⚭ 1785 Charlotte Georgine Luise von Mecklenburg-Strelitz (1769–1818) | Großherzog Ferdinand III. von Österreich-Toskana (1769–1824) ⚭ 1790 Luisa Maria von Neapel-Sizilien (1773–1802) | Großherzog Ferdinand III. von Österreich-Toskana (1769–1824) ⚭ 1790 Luisa Maria von Neapel-Sizilien (1773–1802) | Maximilian von Sachsen (1759–1838) ⚭ 1792 Caroline von Bourbon-Parma (1770–1804)                    | Maximilian von Sachsen (1759–1838) ⚭ 1792 Caroline von Bourbon-Parma (1770–1804)                    |
| Großeltern                        | König Ludwig I. (1786–1868) ⚭ 1810 Therese von Sachsen-Hildburghausen (1792–1854)                                        | König Ludwig I. (1786–1868) ⚭ 1810 Therese von Sachsen-Hildburghausen (1792–1854)                                         | König Ludwig I. (1786–1868) ⚭ 1810 Therese von Sachsen-Hildburghausen (1792–1854)                                                | König Ludwig I. (1786–1868) ⚭ 1810 Therese von Sachsen-Hildburghausen (1792–1854)                                            | Großherzog Leopold II. von Österreich-Toskana (1797–1870) ⚭ 1816 Maria Anna von Sachsen (1799–1832)             | Großherzog Leopold II. von Österreich-Toskana (1797–1870) ⚭ 1816 Maria Anna von Sachsen (1799–1832)             | Großherzog Leopold II. von Österreich-Toskana (1797–1870) ⚭ 1816 Maria Anna von Sachsen (1799–1832) | Großherzog Leopold II. von Österreich-Toskana (1797–1870) ⚭ 1816 Maria Anna von Sachsen (1799–1832) |
| Eltern                            | Prinzregent Luitpold von Bayern (1821–1912) ⚭ 1844 Auguste Ferdinande von Österreich (1825–1864)                         | Prinzregent Luitpold von Bayern (1821–1912) ⚭ 1844 Auguste Ferdinande von Österreich (1825–1864)                          | Prinzregent Luitpold von Bayern (1821–1912) ⚭ 1844 Auguste Ferdinande von Österreich (1825–1864)                                 | Prinzregent Luitpold von Bayern (1821–1912) ⚭ 1844 Auguste Ferdinande von Österreich (1825–1864)                             | Prinzregent Luitpold von Bayern (1821–1912) ⚭ 1844 Auguste Ferdinande von Österreich (1825–1864)                | Prinzregent Luitpold von Bayern (1821–1912) ⚭ 1844 Auguste Ferdinande von Österreich (1825–1864)                | Prinzregent Luitpold von Bayern (1821–1912) ⚭ 1844 Auguste Ferdinande von Österreich (1825–1864)    | Prinzregent Luitpold von Bayern (1821–1912) ⚭ 1844 Auguste Ferdinande von Österreich (1825–1864)    |
| Therese von Bayern                | | | | | | | | |

## Filme
- Wolfgang Voelker: Prinzessin Therese von Bayern – Forscherin, Sammlerin, Weltreisende. Dokumentarfilm, 1997.[15]